# Kelurahan Gandaria Utara
Kelurahan Gandaria Utara är en administrativ by i Indonesien.   Den ligger i provinsen Jakarta, i den västra delen av landet. Huvudstaden Jakarta ligger i Kelurahan Gandaria Utara.